# Eleições parlamentares na Finlândia em 2015

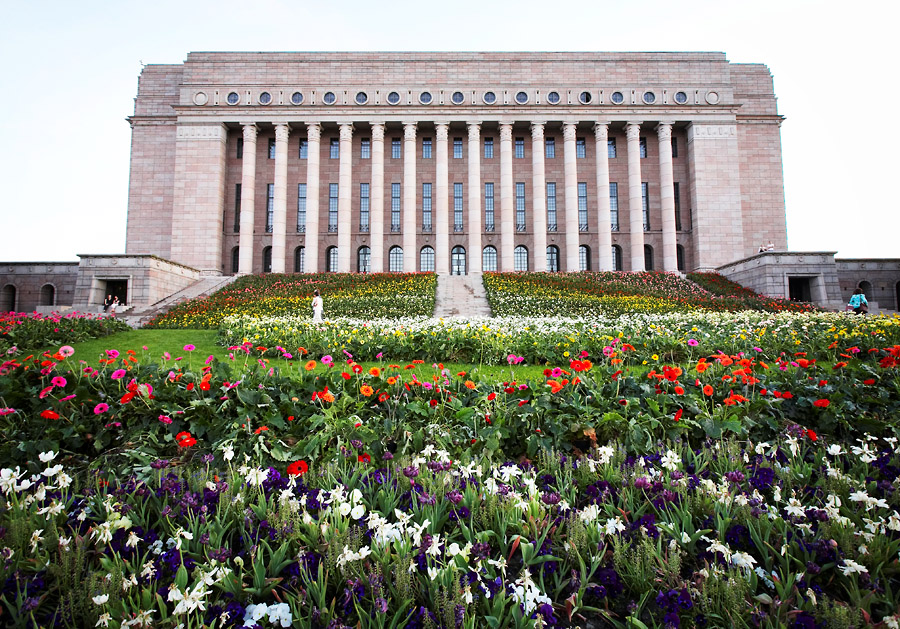
O edifício do parlamento finlandês em Helsínquia (finlandês: Eduskuntalo; sueco: Riksdagshuset)

As eleições parlamentares finlandesas de 2015 ocorreram em 19 de abril de 2015, elegendo os 200 deputados do Parlamento da Finlândia (finlandês: Eduskunta; sueco: Riksdagen)). A participação eleitoral foi de 70,1%, um leve aumento em relação aos 66,9% registrados inicialmente, refletindo ajustes nos dados oficiais.
O Partido do Centro, liderado por Juha Sipilä, venceu com 21,1% dos votos e 49 assentos, marcando um retorno ao poder após anos de declínio. Sipilä foi convidado a formar o novo governo, resultando na coalizão de centro-direita conhecida como Governo Sipilä. As eleições foram marcadas por debates sobre a crise econômica, cortes orçamentários e questões de defesa, incluindo a relação com a OTAN.

## Contexto Político
Antes das eleições, a Finlândia era governada por uma coalizão de quatro partidos: Partido da Coligação Nacional, Partido Social Democrata, Partido Popular Sueco e Democratas-Cristãos. A coalizão enfrentou instabilidade após a saída da Aliança de Esquerda em março de 2014, devido a divergências sobre cortes em programas sociais, e da Aliança dos Verdes em setembro de 2014, em protesto contra a aprovação de uma usina nuclear em Pyhäjoki. Esses eventos fragmentaram o governo, que perdeu apoio e abriu espaço para a ascensão do Partido do Centro.
A economia finlandesa enfrentava uma recessão prolongada, com crescimento lento e aumento da dívida pública, agravados pela queda nas exportações para a Rússia devido a sanções e à crise do petróleo. Esse cenário econômico tornou-se o principal tema da campanha.

## Temas da Campanha
A campanha focou em três questões principais:
- Economia: A Finlândia enfrentava uma crise econômica, com previsões de crescimento lento até 2019 e uma dívida pública projetada em 124 bilhões de euros (53% do PIB). Os partidos propuseram cortes orçamentários em educação, saúde e bem-estar social, adiados para 2018-2019 para evitar impactos imediatos.[7]
- Defesa: Houve consenso para aumentar os gastos militares e fortalecer a cooperação com a Suécia, mas a adesão à OTAN dividiu opiniões. A maioria dos partidos, incluindo o Centro e os Social Democratas, opôs-se à entrada imediata, enquanto a Coligação Nacional a apoiava.
- Gestão Orçamentária: Os principais partidos divergiram sobre impostos, com a Coligação Nacional propondo cortes fiscais e o Centro defendendo a manutenção das taxas atuais.

## Formação de Governo
Após a vitória, Juha Sipilä anunciou, em 7 de maio de 2015, a formação do Governo Sipilä, uma coalizão de centro-direita composta pelo Partido do Centro, Partido dos Finlandeses e Partido da Coligação Nacional. O governo tomou posse em 29 de maio de 2015, com Sipilä como primeiro-ministro, Timo Soini (Partido dos Finlandeses) como ministro das finanças e Alexander Stubb (Coligação Nacional) como ministro das relações exteriores. A coalizão enfrentou desafios iniciais devido a diferenças ideológicas, especialmente com os Finlandeses, que tinham posições eurocéticas.

## Resultados Finais
Resultados oficiais segundo o Ministério da Justiça da Finlândia:
| Partido                 | Partido                       | Votos     | %             | +/-    | Deputados | +/-     |
| ----------------------- | ----------------------------- | --------- | ------------- | ------ | --------- | ------- |
|                         | Partido do Centro             | 626 218   | 21,1 / 100,0  | 5,3    | 49 / 200  | 14      |
|                         | Partido da Coligação Nacional | 540 212   | 18,2 / 100,0  | 2,2    | 37 / 200  | 7       |
|                         | Partido dos Finlandeses       | 524 054   | 17,7 / 100,0  | 1,4    | 38 / 200  | 1       |
|                         | Partido Social Democrata      | 490 102   | 16,5 / 100,0  | 2,6    | 34 / 200  | 8       |
|                         | Aliança dos Verdes            | 253 102   | 8,5 / 100,0   | 1,2    | 15 / 200  | 5       |
|                         | Aliança de Esquerda           | 211 702   | 7,1 / 100,0   | 1,0    | 12 / 200  | 2       |
|                         | Partido Popular Sueco         | 144 802   | 4,9 / 100,0   | 0,6    | 9 / 200   | Estável |
|                         | Partido Democrata-Cristão     | 105 134   | 3,5 / 100,0   | 0,5    | 5 / 200   | 1       |
|                         | Coligação Åland               | 10 910    | 0,4 / 100,0   | 0,1    | 1 / 200   | Estável |
|                         | Outros                        | 62 223    | 2,1 / 100,0   |        | 0 / 200   |         |
| Votos inválidos         | Votos inválidos               | 15 397    | 0,5 / 100,0   |        |           |         |
| Total                   | Total                         | 2 983 856 | 100,0 / 100,0 |        | 200 / 200 |         |
| Eleitorado/Participação | Eleitorado/Participação       | 4 463 333 | 70,1 / 100,0  | 0,4    |           |         |
| Fonte                   | Fonte                         | [ 11 ]    | [ 11 ]        | [ 11 ] | [ 11 ]    | [ 11 ]  |

Nota: A participação inicial de 66,9% foi ajustada para 70,1% com base em dados consolidados do Ministério da Justiça.

## Resultados por Distritos Eleitorais
A tabela apresenta os resultados dos partidos que elegeram deputados:
|                    | %       | D    | %      | D   | %    | D  | %    | D   | %    | D    | %    | D   | %    | D   | %   | D  | %   | D  |     |           |
| Distrito eleitoral | KESK    | KESK | NCP    | NCP | PS   | PS | SDP  | SDP | VIHR | VIHR | VAS  | VAS | SFP  | SFP | KD  | KD | AS  | AS | D   | Votantes  |
| ------------------ | ------- | ---- | ------ | --- | ---- | -- | ---- | --- | ---- | ---- | ---- | --- | ---- | --- | --- | -- | --- | -- | --- | --------- |
| Helsínquia         | 7,2     | 1    | 26,0   | 6   | 11,3 | 3  | 15,5 | 4   | 18,8 | 5    | 9,8  | 2   | 6,8  | 1   | 1,8 |    |     |    |     |           |
| 22                 | 362 247 |      |        |     |      |    |      |     |      |      |      |     |      |     |     |    |     |    |     |           |
| Uusimaa            | 11,5    | 4    | 24,0   | 9   | 18,0 | 7  | 16,6 | 6   | 10,0 | 3    | 4,4  | 1   | 10,2 | 3   | 2,6 | 1  |     |    |     |           |
| 34                 | 522 469 |      |        |     |      |    |      |     |      |      |      |     |      |     |     |    |     |    |     |           |
| Varsinais-Suomi    | 16,2    | 3    | 21,0   | 4   | 19,3 | 3  | 15,5 | 3   | 8,7  | 1    | 10,3 | 2   | 5,0  | 1   | 2,4 |    |     |    |     |           |
| 17                 | 264 597 |      |        |     |      |    |      |     |      |      |      |     |      |     |     |    |     |    |     |           |
| Satakunta          | 20,6    | 2    | 15,0   | 1   | 25,0 | 2  | 22,6 | 2   | 2,7  |      |      |     |      |     |     |    |     |    |     |           |
| 9,6                | 1       | 0,3  |        |     |      |    |      |     |      |      |      |     |      |     |     |    |     |    |     |           |
| 2,9                |         |      |        |     |      |    |      |     |      |      |      |     |      |     |     |    |     |    |     |           |
| 8                  | 123 003 |      |        |     |      |    |      |     |      |      |      |     |      |     |     |    |     |    |     |           |
| Ahvenanmaa         |         |      |        |     |      |    |      |     |      |      |      |     |      |     |     |    |     |    |     |           |
| 89,5               | 1       | 1    | 12 479 |     |      |    |      |     |      |      |      |     |      |     |     |    |     |    |     |           |
| Härme              | 17,8    | 3    | 21,5   | 3   | 19,5 | 3  | 22,1 | 3   | 5,1  |      |      |     |      |     |     |    |     |    |     |           |
| 6,0                | 1       |      |        |     |      |    |      |     |      |      |      |     |      |     |     |    |     |    |     |           |
| 6,1                | 1       |      |        |     |      |    |      |     |      |      |      |     |      |     |     |    |     |    |     |           |
| 14                 | 203 765 |      |        |     |      |    |      |     |      |      |      |     |      |     |     |    |     |    |     |           |
| Pirkanmaa          | 16,6    | 3    | 19,7   | 4   | 17,8 | 4  | 19,5 | 4   | 10,3 | 2    | 7,8  | 1   |      |     |     |    |     |    |     |           |
| 4,9                | 1       |      |        |     |      |    |      |     |      |      |      |     |      |     |     |    |     |    |     |           |
| 19                 | 279 355 |      |        |     |      |    |      |     |      |      |      |     |      |     |     |    |     |    |     |           |
| Kaakkois-Suomi     | 25,2    | 5    | 15,9   | 3   | 21,1 | 4  | 22,2 | 4   | 6,4  | 1    | 3,0  |     |      |     |     |    |     |    |     |           |
| 0,3                |         |      |        |     |      |    |      |     |      |      |      |     |      |     |     |    |     |    |     |           |
| 4,5                |         |      |        |     |      |    |      |     |      |      |      |     |      |     |     |    |     |    |     |           |
| 17                 | 246 895 |      |        |     |      |    |      |     |      |      |      |     |      |     |     |    |     |    |     |           |
| Savo-Karjala       | 32,5    | 6    | 11,5   | 2   | 19,7 | 3  | 16,0 | 2   | 6,7  | 1    | 5,9  | 1   |      |     |     |    |     |    |     |           |
| 6,3                | 1       |      |        |     |      |    |      |     |      |      |      |     |      |     |     |    |     |    |     |           |
| 16                 | 217 977 |      |        |     |      |    |      |     |      |      |      |     |      |     |     |    |     |    |     |           |
| Vaasa              | 27,4    | 5    | 11,9   | 2   | 15,9 | 3  | 11,8 | 2   | 2,5  |      |      |     |      |     |     |    |     |    |     |           |
| 2,9                |         |      |        |     |      |    |      |     |      |      |      |     |      |     |     |    |     |    |     |           |
| 20,7               | 3       | 5,7  |        |     |      |    |      |     |      |      |      |     |      |     |     |    |     |    |     |           |
| 15                 | 246 905 |      |        |     |      |    |      |     |      |      |      |     |      |     |     |    |     |    |     |           |
| Keski-Suomi        | 26,9    | 4    | 13,1   | 1   | 19,3 | 2  | 19,0 | 2   | 9,0  | 1    | 6,7  |     |      |     |     |    |     |    |     |           |
| 4,4                |         |      |        |     |      |    |      |     |      |      |      |     |      |     |     |    |     |    |     |           |
| 10                 | 151 906 |      |        |     |      |    |      |     |      |      |      |     |      |     |     |    |     |    |     |           |
| Oulu               | 42,7    | 9    | 10,9   | 2   | 16,2 | 3  | 9,0  | 1   | 6,2  | 1    | 11,8 | 2   | 0,6  |     |     |    |     |    |     |           |
| 1,1                |         |      |        |     |      |    |      |     |      |      |      |     |      |     |     |    |     |    |     |           |
| 18                 | 250 800 |      |        |     |      |    |      |     |      |      |      |     |      |     |     |    |     |    |     |           |
| Lappi              | 42,9    | 4    | 10,1   |     |      |    |      |     |      |      |      |     |      |     |     |    |     |    |     |           |
| 16,5               | 1       | 10,8 | 1      | 2,6 |      |    |      |     |      |      |      |     |      |     |     |    |     |    |     |           |
| 13,7               | 1       | 0,5  |        |     |      |    |      |     |      |      |      |     |      |     |     |    |     |    |     |           |
| 1,1                |         |      |        |     |      |    |      |     |      |      |      |     |      |     |     |    |     |    |     |           |
| 7                  | 101 458 |      |        |     |      |    |      |     |      |      |      |     |      |     |     |    |     |    |     |           |
| Finlândia          | 21,1    | 49   | 18,2   | 37  | 17,7 | 38 | 16,5 | 34  | 8,5  | 15   | 7,1  | 12  | 4,9  | 9   | 3,5 | 5  | 0,4 | 1  | 200 | 2 983 856 |

## Partidos Concorrentes
Os principais partidos concorrentes foram:
- Partido da Coligação Nacional (Kansallinen Kokoomus/Samlingspartiet)
- Partido Democrata-Cristão (Kristillisdemokraatit/Kristdemokraterna)
- Partido do Centro (Suomen Keskusta/Centern i Finland)
- Partido Popular Sueco (Svenska folkpartiet/Ruotsalainen kansanpuolue)
- Aliança dos Verdes (Vihreä liitto/Gröna förbundet)
- Partido Social-Democrata (Suomen Sosialidemokraattinen puolue/Finlands socialdemokratiska parti)
- Aliança de Esquerda (Vasemmistoliitto/Vänsterförbundet)
- Partido dos Finlandeses (Perussuomalaiset/Sannfinländarna)

## Impacto
A eleição consolidou uma mudança para a centro-direita, com o Governo Sipilä implementando políticas de austeridade para enfrentar a crise econômica. A inclusão do Partido dos Finlandeses no governo marcou sua transição de oposição para uma força governamental, embora suas posições eurocéticas tenham gerado tensões na coalizão. A saída prévia da Aliança de Esquerda e dos Verdes do governo anterior refletiu divisões sobre bem-estar social e energia nuclear, influenciando o cenário político. A longo prazo, o governo enfrentou desafios como greves trabalhistas e críticas às reformas econômicas, mas conseguiu estabilizar parcialmente as finanças públicas até sua dissolução em 2019.

## Ligações Externas
- Ministério da Justiça da Finlândia - Eleições (em finlandês)
- Ministério da Justiça da Finlândia - Eleições (em sueco)
- Ministério da Justiça da Finlândia - Eleições (em inglês)

## Ver Também
- Parlamento da Finlândia
- Política da Finlândia